# 中丸シオン
中丸 シオン（なかまる シオン、1983年7月22日 - 2022年7月11日）は、日本の俳優。神奈川県横浜市出身。最終所属事務所はレディ・バード。身長165cm。体重49kg。血液型はA型。父は俳優の中丸新将。母は元・宝塚ガール。

## 来歴・人物
3歳からテレビコマーシャルに出演。
4歳からクラシックバレエやジャズダンスを習う。
幼少期よりドラマ、映画、舞台等に出演。
1998年、広瀬香美についてボーカルトレーニングを受ける。教育現場は不明。陸上部で鍛えたスラリとしたスタイルを持ち、サバサバしたボーイッシュな雰囲気も併せ持っていた。
2004年『ウルトラマンネクサス』に斎田リコ / ダークファウスト 役としてレギュラー出演。『ウルトラギャラクシー大怪獣バトル NEVER ENDING ODYSSEY』では策略星人ペダン星人ハーラン司令官 役を演じている。
俳優業の傍、2016年に幸田尚子とアマチュアお笑いコンビ「幸丸事件」を結成し、M-1グランプリやキングオブコントに出場。近年はロシア、中国の作品への出演も果たし、活躍の場を海外へも広げていた。
2019年、自身初のオールヌード写真集『蓮花流水』を発売。同年に映画『VAMP』に高橋真悠との激しいラブシーンの濡れ場を演じる謎の美女・苓役で主演し、ロシア国営テレビの連続ドラマ『スパイを愛した女たち リヒャルト・ゾルゲ』のヒロイン・石井花子役も演じる。
2022年7月11日、病気により死去。5年間にわたり病気療養中であった。38歳没。

## 出演
※太字は主演

### テレビドラマ
- shin-D・姫はセーラー服がお好き（1997年10月、日本テレビ） - 恵美 役
- うしろの百太郎 第11話（1997年12月、テレビ東京） - 恵美 役
- 少年サスペンス「殺意のEメール」（1998年8月、テレビ朝日） - ノリコ 役
- 天然少女 萬（1999年2月、WOWOW） - 絵奈 役
- L×I×V×E（1999年4月、TBS） - 中丸シオリ 役
- はみだし刑事情熱系V 第4話（2000年、テレビ朝日系） - 上原恵理香 役
- グランドレス サスピション「e-cluber」（2001年1月、テレビ東京） - 書記長 役
- グランドレス サスピション・2（2001年4月、テレビ東京） - 書記長 役
- 聖アリス学園・水着アタックでビーチを救え!（2002年1月、BSフジ） - 黒井ミカ 役
- 真実一路（2003年、東海テレビ） - ユキ 役
- 流転の王妃・最後の皇弟（2003年11月、テレビ朝日）
- 火曜サスペンス劇場 「松原完治 お金ちょうだい致します」（2004年3月、日本テレビ）
- 怪談新耳袋 第50話「赤い三輪車」（2004年5月、BS-i） - 小野瀬詩織 役
- ウルトラマンネクサス 第1 - 12話、37話（2004年10月2日 - 12月18日、6月25日、TBS） - 斎田リコ / ダークファウスト 役
- 今夜ひとりのベッドで 第8話（2005年12月、TBS）
- 富豪刑事デラックス DVD特典ミニドラマ（2006年11月、テレビ朝日）
- 家族〜妻の不在・夫の存在〜 第5話（2006年11月17日、テレビ朝日）
- ケータイ刑事 銭形海 第2話（2007年10月13日、BS-i） - 沖野かもめ 役
- ULTRASEVEN X 第10話（2007年12月7日、TBS） - サキ 役
- のだめカンタービレ inヨーロッパ（2008年1月5日、フジテレビ） - ジュエリーショップの店員 役
- RHプラス 第7話（2008年2月13日、TOKYO MX） - 女吸血鬼 役
- ここはグリーン・ウッド（2008年8月、TOKYO MX他） - 手塚渚 役
- 小児救命 第1、4、7話（2008年10月、テレビ朝日）
- ラブレター （2008年11月－2009年1月、TBS） - 三国悠子 役
- 税務調査官・窓際太郎の事件簿17（2008年） - 柴田瞳 役
- 稲垣吾郎の金田一耕助 悪魔の手毬唄 （2009年1月5日、フジテレビ） - 由良泰子 役
- ウルトラギャラクシー大怪獣バトル NEVER ENDING ODYSSEY （2009年、BS11デジタル） - 策略星人ペダン星人ハーラン司令官 役
- 404 NOT FOUND #4 〜シール〜（2009年4月、NHK）
- 愛の劇場 「蝶々夫人」（2009年7月、NHK教育）
- 水戸黄門 第40部 第7話（2009年、TBS） - お美代 役
- 仮面ライダーW 第13、14話（2009年、テレビ朝日） - 佐伯素子 役
- 金曜プレステージ 十津川刑事の肖像2（2010年、フジテレビ） - 井上涼子 役
- 世にも奇妙な物語 20周年スペシャル・秋 〜人気作家競演編〜「はじめの一歩」（2010年10月、フジテレビ）
- 鬼平外伝 夜兎の角右衛門（2011年1月、スカパー!・時代劇専門チャンネル）
- 悪党〜重犯罪捜査班 第1話（2011年1月21日、朝日放送・テレビ朝日） - 緑川麻子 役
- CONTROL〜犯罪心理捜査〜 第4話（2011年2月1日、フジテレビ） - 田崎マユミ 役
- 秘密諜報員 エリカ 第2話（2011年10月13日、読売テレビ・日本テレビ） - 熊谷千代美 役
- 水曜ミステリー9・不倫調査員・片山由美シリーズ（2011年12月21日 - 、テレビ東京） - 中村沙織 役
- ダブルス〜二人の刑事 第8、最終話（2013年6月6日、13日、テレビ朝日） - 吉川香織 役
- オルデン-勲章-（2015年、ロシア国営チャンネル2）※ロシア・中国にてO.A
- NEXT WORLD III 私たちの未来 NHKスペシャル（2015年1月、NHK）
- 花燃ゆ（2015年、NHK）
- 夢を与える（2016年5月、WOWOW）
- 警視庁捜査一課9係 season11 第6話（2016年5月11日、テレビ朝日） - 赤峰美紀 役
- 土曜ワイド劇場 おかしな刑事14（2016年10月22日、テレビ朝日） - 辻本マキ 役
- ハラスメントゲーム 第4話（2018年11月4日、テレビ東京）
- スパイを愛した女たち リヒャルト・ゾルゲ（ロシア語版）（2019年放送 ロシア国営テレビ [ロシア1] ） - 石井花子 役[4][5]
- いいね!光源氏くん 第1・2話（2020年4月4・11日、NHK） - 美しい女人 役
- つまり好きって言いたいんだけど、 最終話（2021年12月23日、テレビ東京） - コメンテーターA 役

### 映画
- 「紅の拳銃」よ永遠に（2000年9月、日活） - 白川三咲 役
- DRUG（2001年4月公開、アーティスト・ボランティア・プロジェクト） - 佳織 役
- 県警強行殺人班・鬼哭の戦場（2007年7月、ジャパン・アート） - 北沢夏子 役
- 細菌列島（2009年4月、ジョリー・ロジャー）
- ウルトラマンサーガ（2012年3月、松竹） - タケルの母 役
- ぼくが処刑される未来（2012年11月） - 下田刑事 役
- インターミッション（2013年2月、オブスキュラ・東北新社） - 映画館の観客 役 ※父の中丸新将と共演
- 棒の哀しみ（2016年11月） - 芳江 役
- 力俥 -RIKISHA- 浅草立志編（2018年9月、東映）
- 刀尖（シャープ）‐The Seven Killing-（2018年10月中国公開予定・東京映画祭出品予定） - 静子（ヒロイン） 役 ※高群書監督作品
- VAMP（2019年8月23日公開） - 苓 役
- さがす（2022年1月21日公開） - 木村刑事 役
- スパイを愛した女たち リヒャルト・ゾルゲ（ロシア語版）（2023年2月） - 花子 役[6]

### オリジナルビデオ
- ある日突然に…（1998年4月） - 光山奈々子 役
- 学校怪談〜呪われた記憶〜（1998年9月） - 峠美勒 役
- 呪霊 第2話（2000年3月） - 林エリ 役
- 首吊り気球 第1話（2000年6月） - 熊谷直子 役
- DEATH 流血地獄（2004年）
- 首領の一族（2007年） - 青雲会会長三島修司の娘 役
- 松方弘樹の名奉行金さん2009（2009年）
- 鳳3・4（2010年）
- 極秘潜入捜査官D.D.T.（2011年） - アンカー人材派遣会社 社長秘書 カンバヤシ / オードリー軍曹 役
- 掟と絆（2014年）
- アンダーフェイス（2014年） - ミサキ 役
- 一族の絆（2014年） - 竜崎の娘 役
- 破門組（2014年） - ユウコ 役
- SAD CITY（2009年）※東京藝術大学
- デブデカ -佐津川愛美ショートフィルム特集A-（2010年7月、Brilliant SHORT SHORTS THEATER）

### 舞台
- BOYS BE…ALIVE TRY AGAIN（2000年4月、銀座博品館） - 松本
- ミュージカル美少女戦士セーラームーン（2002年1月、サンシャイン劇場） - ブラック・レディ ※2代目 役
- オープン THE SHOW（2008年4月、東京芸術劇場小ホール）
- 紺屋と高尾 -五木ひろし特別公演-（2008年9月、御園座）
- 苦情の手紙 -朗読劇-（2009年2月、博品館劇場）
- 新説・天一坊騒動 -早乙女太一公演-（2011年4月、明治座）
- 神州天馬侠 -早乙女太一-（2013年4月、明治座）
- HUMMING BIRDS（2013年11月、新神戸オリエンタル劇場）
- 熱海殺人事件〜売春捜査官（2014年8月、劇場MOMO）
- サナギネ -ベッド＆メイキング〜Timeless〜-（2014年11月、青山円形劇場）
- 全員、片思い -朗読劇-（2015年10月、銀座みゆき館劇場）
- かけおち -つかこうへい作品-（2016年2月、高田馬場RABINEST）
- ガラスの仮面（2016年9月、大阪松竹座・新橋演舞場） - ばあや 役
- 驟雨 -藤井ごう演出-（2017年6月、サロン劇場）

### CM
- 東京ガス（2006年）
- P&G ハーバルエッセンス -web-（2007年）
- 資生堂 ELIXIR SUPERIEUR（エリクシール シュペリエル）（2008年） - カフェ編、瀬戸朝香と共演。
- 大王製紙 elis（2009年）
- カネボウ化粧品うるり（2011年）
- Amazon fire HD（2014年）
- KIRIN -のどごし生-（2015年）
- アサヒ飲料 -ワンダ・金の微糖-（2018年）

### ラジオ
- しんドル（1998年、JFN）

### その他
- 岡本真夜ライブツアー‘98‘Hello’ 挿入ドラマ（1998年10月） - ケイ 役
- Theatre NEC 『Find Your Gift』（2007年）
- Map Style with Air Paradissimo（2007年）
  - ＃マダガスカル編
  - ＃エジプト編

## 書籍

### 写真集
- 恋少女（2000年9月21日、マガジンハウス、撮影：荒木経惟）ISBN 978-4-8387-1253-3
- 蓮花流水（2019年4月13日、光文社、撮影：笠井爾示）ISBN 978-4-3349-0239-1